# Aleš Chvalovský
Aleš Chvalovský (29 maggio 1979) è un ex calciatore ceco, di ruolo portiere.

## Carriera

### Club

#### Chmel Blšany
Incomincia la carriera calcistica nel 1990 iniziando a giocare nel Chmel Blšany. Nel 1992 passa alle giovanili del Dukla Praga dove rimane una sola stagione prima di passare alle giovanili del SK Radovnik e a quelle dello Slavia Praga. Nel 1995 arriva alle giovanili del Liverpool dove rimane per due stagioni prima di passare al Marine FC squadra inglese. Nel 1998 riparte dal Chmel Blšany squadra da cui aveva iniziato nelle giovanili e dalla quale riparte nella carriera professionistica subito come titolare dalla Druhá Liga, che la squadra vincerà proprio nel 1998. Nella stagione successiva la squadra giunge in Gambrinus Liga e dopo 30 partite giunge al sesto posto in classifica. Gioca la prima parte della stagione successiva del campionato ceco prima di passare alla squadra riserve dello Stoccarda dove gioca la seconda parte della stagione 2000-2001. Nel 2001 torna in patria al Chmel Blšany che era arrivato decimo in Gambrinus Liga nella precedente stagione. Gioca interamente la stagione 2001-02 ma la squadra si salva all'ultima giornata chiudendo il campionato con una delle peggiori difese. Nel 2003 Chvalovský rimane in squadra e riesce a portare la squadra alla salvezza alla penultima giornata, difendendo bene la sua porta e subendo meno reti della precedente stagione. Chvalovský rimane anche per la stagione 2003-04 nel Chmel Blšany che si salva all'ultima giornata di campionato, dimostrando anche questa stagione, una delle peggiori difese del campionato. Nell'ultima stagione con i gialloblu il portiere, dopo aver disputato la prima parte di stagione si trasferisce a Cipro per giocare nell'Apollōn Limassol.

#### Apollon Limassol
Esordisce all'Apollōn Limassol in Apollon Limassol-EN Paralimniou 1-1 giocando per tutti i 90 minuti e subendo una rete al 73º. Gioca da titolare dal 2005 quando l'Apollon chiude al settimo posto in classifica e dimostra una delle migliori difese del campionato. Nel 2006 l'Apollon vince lo scudetto senza mai perdere, mostrando il miglior attacco e una delle migliori difese in campionato. A fine stagione vince anche la Supercoppa di Cipro contro l'APOEL con un netto 3-1 coronando una stagione perfetta. Partecipa alla Champions League nel 2007 ma la squadra si fa eliminare dal Cork City per 2-1. In campionato la squadra giunge al sesto posto dimostrando di avere una discreta difesa. Dopo una lunga stagione 2007-2008 la squadra arriva al quinto posto in campionato dopo 32 giornate (26 di campionato + 6 nel secondo girone) finendo con l'avere la quarta difesa meno battuta del campionato. Nella stagione successiva la squadra chiude il campionato al quinto posto, a pari punti con la quarta classifica che però va nel Gruppo A del secondo turno del campionato. L'Apollon Limassol si ritrova per lottare ed ottenere il quinto posto in campionato che non vale l'accesso all'Europa. La squadra nonostante tutto registra vari record quali la partita con più margine di scarto (7-1 contro l'Arki larnaca), la partita col maggior numero di reti (3-6 contro l'Atromitos Yeroskipou) il cartellino giallo e il cartellino rosso più veloci. Nella stagione 2009-2010 l'Apollon riesce ad arrivare al terzo posto dopo 26 incontri di campionato e al quarto dopo le ulteriori partite nel Girone A qualificandosi per il Terzo turno preliminari di Europa League. L'Apollon comincia subito la nuova avventura in Europa ma si fa estromettere dai neopromossi in campionato russi del Sibir Novosibirsk per la Regola dei gol fuori casa dopo il 2-2 (1-0 a Novosibirsk e 2-1 a Limassol). Nel 2010 vincono la Coppa di Cipro contro l'APOEL 2-1 ma perdono contro l'Omonia per 3-2 ai calci di rigore dopo l'1-1 regolamentare.

### Nazionale
Con l'Under 21 ceca ha giocato il Campionato europeo di calcio Under-21 2000 e il Campionato europeo di calcio Under-21 2002.
È stato convocato per i giochi olimpici di Sidney.

## Palmarès

### Club

#### Competizioni nazionali
- Druhá Liga: 1

Chmel Blšany: 1997-1998
- Campionato cipriota: 1

Apollon Limassol: 2005-2006
- Coppa di Cipro: 1

Apollon Limassol: 2009-2010
- Supercoppa di Cipro: 1

Apollon Limassol: 2006